# Kazuki Watanabe
Kazuki Watanabe (渡辺和樹) (Shibuya, 7 de abril de 1981 – 31 de outubro de 2000) foi um guitarrista japonês, mais conhecido por ter sido o guitarrista da banda de visual kei japonesa Raphael.

## Carreira
A banda Raphael foi formada em 1997 por Kazuki, Yuki, Yukito e Hiro quando os integrantes tinham aproximadamente 15 anos. O seu álbum de estréia de 1999, alcançou a 25 posição nas paradas da Oricon. Raphael acabou quando Kazuki morreu aos 19 anos por overdose de sedativos em 2000.